# میدان مغناطیسی زمین

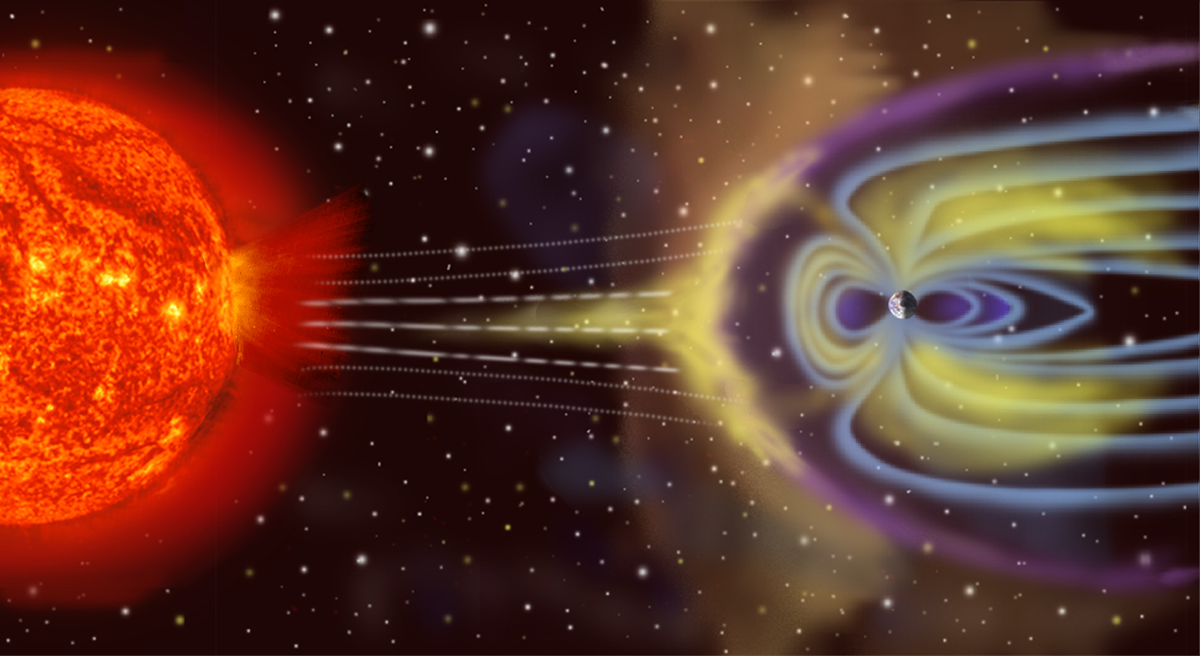
سپر مغناطیس سطح زمین از ذرات باردار از باد خورشیدی محافظت می‌کند. و توسط جریان الکتریکی واقع در نقاط گوناگون از کره زمین ایجاد می‌شود.

ثبات میدان مغناطیسی

شبیه‌سازی متقابل میدان مغناطیسی زمین و میدان مغناطیسی بین سیاره‌ای

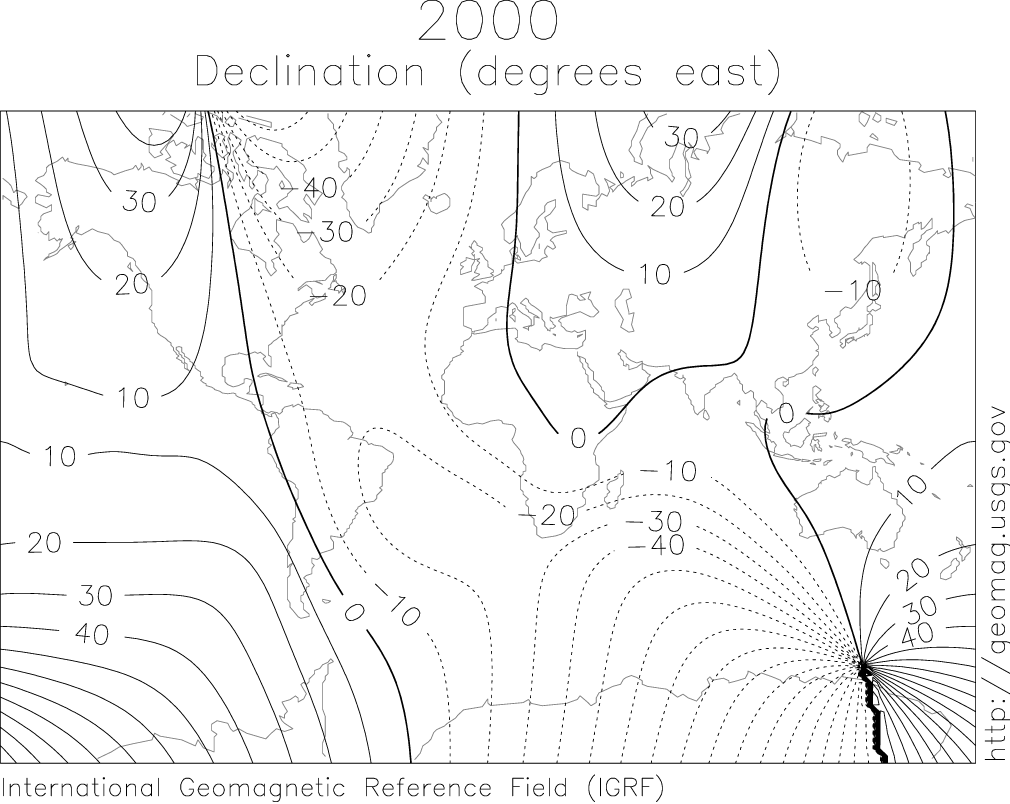
میدان مغناطیسی دور محور اصلی شمال در سال ۲۰۰۰.

میدان مغناطیسی زمین یا میدان زمین‌مغناطیس به میدان مغناطیسی سیاره زمین گفته می‌شود که از درون زمین تا فضا گسترده شده و در آنجا با باد خورشیدی که جریانی از ذرات باردار سرچشمه‌گرفته از خورشید است، برهم‌کنش دارد.
میدان مغناطیسی بر اثر جریان الکتریکی ناشی از جریان همرفتی ترکیب آهن مذاب و نیکل در هسته بیرونی زمین پدید آمده است: این جریان‌های همرفتی ناشی از خروج گرما از هسته است که فرآیندی طبیعی به نام ژئودینامو است.
بزرگی میدان مغناطیسی زمین در سطح آن از ۲۵ تا ۶۵ میکروتسلا (۰٫۲۵ تا ۰٫۶۵ گاوس) متغیر است.
میدان مغناطیسی زمین، به صورت تقریبی، با میدانی از دوقطبی مغناطیسی نشان داده می‌شود که در حال حاضر با زاویه حدود ۱۱ درجه نسبت به محور چرخشی زمین کج شده است؛ گویی یک آهنربای میله ای عظیم در آن زاویه در مرکز زمین قرار گرفته است. قطب زمین‌مغناطیسی شمالی در واقع نشان دهنده قطب جنوب میدان مغناطیسی زمین است، برعکس، قطب زمین‌مغناطیسی جنوبی با قطب شمال میدان مغناطیسی زمین مطابقت دارد؛ زیرا قطب‌های مغناطیسی مخالف و انتهای شمالی آهنربا را جذب می‌کند، مانند یک سوزن قطب‌نما که به سمت میدان مغناطیسی جنوبی زمین، جزیره الزمیر، نوناووت، کانادا اشاره می‌کند.
با وجود این که قطب‌های مغناطیسی شمال و جنوب معمولاً در نزدیکی قطب‌های جغرافیایی قرار دارند، به آرامی و به‌طور مداوم در مقیاس‌های زمانی زمین‌شناسی حرکت می‌کنند؛ اما این جابه‌جایی آنقدر آهسته است که قطب‌نماهای معمولی برای ناوبری مفید باقی بمانند. با این حال، در فواصل نامنظم به‌طور متوسط چند صد هزار سال، بر اثر وارونگی زمین‌مغناطیسی، میدان مغناطیسی زمین و به همین ترتیب قطب مغناطیسی شمال و قطب مغناطیسی جنوب معکوس شده و به‌طور ناگهانی جای خود را تغییر می‌دهند. این واژگونی‌های قطب‌های ژئومغناطیسی شواهدی را در سنگ‌هایی که برای دیرینه‌مغناطیس‌شناسان در محاسبه میدان‌های ژئومغناطیسی در گذشته ارزشمند هستند، به جا می‌گذارد. چنین اطلاعاتی به نوبه خود در مطالعه حرکت قاره‌ها و کف اقیانوس‌ها مفید است. مغناطیس‌سپهر در بالای یونوسفر گسترش می‌یابد که با وسعت میدان مغناطیسی زمین در فضا یا زمین‌فضا تعریف می‌شود. مغناطیس‌سپهر چندین ده هزار کیلومتر در فضا گسترش می‌یابد و از زمین در برابر ذرات باردار باد خورشیدی و پرتوهای کیهانی محافظت می‌کند؛ که در غیر این صورت جو بالایی زمین شامل لایه ازون که از زمین در برابر تابش مضر فرابنفش حفاظت می‌کند، از بین می‌رفت.

## اهمیت میدان مغناطیسی زمین
میدان مغناطیسی زمین بیشتر بادهای خورشیدی را منحرف می‌کند، در غیر این صورت ذرات باردار خورشیدی لایه اوزون را که از زمین در برابر تشعشعات مضر فرابنفش محافظت می‌کند، نابود خواهند کرد. مطالعات نشان می‌دهد که از دست دادن میدان مغناطیسی مریخ باعث از دست رفتن اتمسفر این سیاره شده است.
مطالعه میدان مغناطیسی گذشته زمین از اهمیت خاصی برخودار است. قطبیت میدان مغناطیسی زمین در سنگ‌های آذرین ثبت می‌شود، بنابراین وارونگی میدان را می‌توان به‌عنوان یک «نوار» با مرکز برآمدگی‌های میانی اقیانوس، جایی که بستر امتداد دارد، تشخیص داد. برای ردیابی حرکت گذشته قاره‌ها، وارونگی‌ها همچنین مبنایی برای مغناطیس چینه‌شناسی، راهی برای قدمت سنگ‌ها و رسوبات فراهم می‌کند. این میدان همچنین پوسته را مغناطیسی می‌کند و می‌توان از ناهنجاری‌های مغناطیسی برای جستجوی ذخایر سنگ‌های فلزی استفاده کرد.
انسان‌ها از قرن یازدهم پس از میلاد از قطب‌نما برای ناوبری و از قرن دوازدهم برای ناوبری استفاده می‌کردند. اگرچه انحراف مغناطیسی در طول زمان تغییر می‌کند، اما این تغییرات آنقدر آهسته است که از یک قطب‌نما ساده می‌تواند برای ناوبری مفید باقی بماند. بسیاری موجودات مختلف، از باکتری گرفته تا کبوتر، از میدان مغناطیسی زمین برای جهت‌گیری استفاده می‌کنند.

## قطب‌های مغناطیسی زمین
هر یک از دو قطب میدان مغناطیس زمین را قطب مغناطیسی می‌نامند.
قطب شمال میدان مغناطیسی در آمریکای شمالی و قطب جنوب آن در منطقهٔ قطب جنوب واقع شده‌اند. قطب‌های مغناطیسی به‌طور ثابت در یک نقطه قرار ندارند و به تدریج تغییر مکان می‌دهند. محل قطب مغناطیسی شمال در سال ۱۹۹۷ در نزدیکی جزیره الف رینگنس واقع در کانادا به دستگاه مختصات جغرافیایی ۱۰۴ درجه باختری و ۷۹ درجه شمالی قرار داشته است و موقعیت قطب جنوب آن در سال ۱۹۹۵، در طول جغرافیایی ۱۰۸ درجه شرقی و عرض جغرافیایی ۷۹ درجه جنوبی، در جنوبگان قرار داشته است. نکته جالب این است که دو قطب شمال و جنوب مغناطیس هیچ‌گاه روی قطر کره زمین قرار نگرفته و خط پیونددهنده آن دو همواره از فاصله حدود ۱۲۰۰ کیلومتری مرکز زمین گذر می‌کند. بزرگی میدان مغناطیسی در سطح زمین بین ۲۵ تا ۶۵ میکرو تسلا (۰٫۲۵ تا ۰٫۶۵ گاوس) است.
قطب جنوب میدان مغناطیسی زمین در قطب شمال جغرافیایی زمین واقع شده است و قطب شمال میدان مغناطیسی در قطب جنوب جغرافیایی زمین واقع شده است.
محل قطب‌های مغناطیسی زمین را با اندازه‌گیری زاویهٔ میدان مغناطیسی زمین، نسبت به سطح به‌دست می‌آید. محلی که زاویهٔ میدان ۹۰ درجه و به سمت داخل زمین است محل قطب شمال مغناطیسی زمین و محلی که زاویهٔ میدان ۹۰ درجه و به سمت بیرون زمین است، محل قطب جنوب مغناطیسی زمین است.
قطب‌های شمال و جنوب مغناطیسی زمین به صورت مستقل جابجا شده و دقیقاً در روبروی هم بر روی کرهٔ زمین قرار ندارند. قطب شمال مغناطیسی زمین هر سال تا حدود ۴۰ کیلومتر جابجا می‌شود.

## اندازهٔ میدان مغناطیسی زمین
شدت میدان مغناطیسی زمین در سطح زمین بین ۲۵ تا ۶۵ میکروتسلا (۰٫۲۵ تا ۰٫۶۵ گاوس) است. اندازهٔ ۶۴ میکروتسلا در حقیقت مقدار بسیار کوچکی است.